# Saint-Julien-de-Concelles

Saint-Julien-de-Concelles este o comună în departamentul Loire-Atlantique, Franța. În 2009 avea o populație de 6,839 de locuitori.